# Neelidae
Ordre
Famille
Les Neelidae sont une famille de collemboles, la seule de l'ordre des Neelipleona.
Elle comporte près de 60 espèces dans six genres.

## Liste des genres
Selon Checklist of the Collembola of the World (version du 10 août 2019) :
- Acanthoneelidus Bretfeld & Griegel, 2006
- Megalothorax Willem, 1900
- Neelides Caroli, 1912
- Neelus Folsom 1896
- Spinaethorax Papác & Palacios-Vargas, 2016
- Zelandothorax Delamare Deboutteville & Massoud, 1963

## Publications originales
- Folsom, 1896 : Neelus murinus, representing a new Thysanuran family. Psyche (Cambridge), vol. 7, no 242, p. 391–392 (texte original).
- Massoud, 1971 : Contribution à la connaissance morphologique et systématique des Collemboles Neelidae. Revue d'Écologie et de Biologie du Sol, vol. 8, p. 195–198.